# Дмитриев, Константин Георгиевич
Константин Георгиевич Дмитриев — советский военно-морской деятель, инженерный работник, флагманский инженер-механик штаба Краснознамённого Балтийского флота, инженер-контр-адмирал (1940).

## Биография
Болгарин, член коммунистической партии с 1927. Окончил четыре курса Петроградского электротехнического института (1910—1916), затем окончил особые механические курсы при школе мичманов военного времени в 1917, после чего оканчивал электротехнические курсы (ноябрь 1928 — май 1929) при Военно-морском инженерном училище имени Ф. Э. Дзержинского. На воинской службе с 1916. Трюмный инженер-механик плавсредства «Кречет». После Октябрьской революции продолжил службу в РККФ на ПС «Кречет», участвовал в Ледовом походе Балтийского флота в 1918. Помощник, заместитель начальника управления снабжения Балтийского флота. Флагманский инженер-механик штаба Краснознамённого Балтийского флота.
Помощник котельного механика линкора «Гангут» (январь — март 1919), помощник котельного механика (март — октябрь 1919), котельный механик (октябрь 1919 — январь 1920), заведующий вспомогательными механизмами и мастерской (январь — июль 1920) линкора «Парижская коммуна», старший инженер-механик эсминца «Ленин» (июль 1920 — апрель 1925), линкора «Октябрьская революция» (апрель 1925 — май 1929), флагманский инженер-механик штаба бригады линкоров Морских сил Балтийского моря (май 1929 — декабрь 1931). Старший инспектор механической службы Управления морских сил РККА (декабрь 1931 — март 1935). Флагманский инженер-механик (март 1935 — февраль 1939), начальник технического отдела (февраль — апрель 1939), начальник Технического управления флота (апрель — декабрь 1939) Краснознамённого Балтийского флота. Заместитель председателя (декабрь 1939 — май 1940), старший уполномоченный (май 1940 — январь 1942), опять заместитель председателя (январь — апрель 1942) Постоянной приёмной комиссии при народном комиссаре военно-морского флота СССР.
Из аттестации: «Дмитриев имеет высокую подготовку инженер-механика. Свою специальность любит. Систематически работает над повышением своих знаний. Имея большой практический опыт, написал несколько хороших трудов. Дисциплинированный, исполнительный офицер… С работой справляется и работает с желанием. По складу своего характера несколько мягок. Отсюда и требовательность не всегда достаточная. В обращении вежлив. Пользуется авторитетом.».
Старший научный сотрудник (апрель 1942 — сентябрь 1943), начальник отделения (сентябрь 1943 — май 1944) Исторического отдела Главного морского штаба ВМФ СССР. Начальник отдела — помощник начальника Управления судоподъёмных и аварийно-спасательных работ ВМФ на речных бассейнах (май 1944 — январь 1945). Помощник начальника Главного Военно-речного управления аварийно-спасательных и судоподъёмных работ народного комиссариата речного флота СССР с января 1945. После окончания войны оставался в прежней должности.
С декабря 1947 в отставке. Урна с прахом в колумбарии Московского крематория.

### Награды
Награждён орденом Ленина (1945), двумя орденами Красного Знамени (1944, 1947), орденом Красной Звезды (1938), медалями.

### Звания
- Мичман (31 июля 1917);
- Лейтенант;
- Инженер-флагман 3-го ранга (15 марта 1936);[2][3][4]
- Инженер-контр-адмирал (4 июня 1940).[5]